# Unicodeblock Arabisch, erweitert-C
Der Unicodeblock Arabisch, erweitert-C (Arabic Extended-C, U+10EC0 bis U+10EFF) beinhaltet zusätzliche Zeichen des Korans, die in der Türkei verwendet werden.

## Tabelle
Alle Zeichen haben die Kategorie „Markierung ohne Extrabreite“ und die bidirektionale Klasse „Markierung ohne Extrabreite“.
| Unicodenummer   | Zeichen (400 %) | Offizielle Bezeichnung      | Beschreibung                                       |
| --------------- | --------------- | --------------------------- | -------------------------------------------------- |
| U+10EFD (69373) | 𐻽                | ARABIC SMALL LOW WORD SAKTA | Arabisches kleines, untergesetztes Wort Sakta      |
| U+10EFE (69374) | 𐻾                | ARABIC SMALL LOW WORD QASR  | Arabisches kleines, untergesetztes Wort Wort Qasr  |
| U+10EFF (69375) | 𐻿                | ARABIC SMALL LOW WORD MADDA | Arabisches kleines, untergesetztes Wort Wort Madda |